# Bitwa pod Cibalae
Bitwa pod Cibalae (Kybalis) – starcie zbrojne w dniu 8 października 316 roku, podczas wojny Konstantyna z Licyniuszem w latach 314–324.
Latem roku 314 n.e. Konstantyn na czele swej 20-tysięcznej armii przekroczył górskie przełęcze, kierując się ku dolinom rzek Sawy i Drawy. W Dolnej Panonii oczekiwał go Licyniusz, którego 35-tysięczna armia zajęła defensywne pozycje koło miasta Cibalae (obecnie Vinkovci) na północny zachód od Sirmium. Konstantyn prowadził wyborowe jednostki, m.in. Germanów oraz galijską konnicę, natomiast oddziały Licyniusza składały się z naprędce zebranych, mniej doświadczonych żołnierzy. Wojska Konstantyna rozwinęły się pomiędzy pobliskim wzgórzem a bagnami. Szyk wojsk Licyniusza skierowany był ku wzgórzu, z zachowaniem niewielkiej osłony na skrzydłach. 
Bitwa rozpoczęła się atakiem sił głównych Licyniusza, który został odparty przez jazdę przeciwnika. Wówczas piechota Konstantyna zaatakowała centrum armii Licyniusza. Trwająca do wieczora bitwa zakończyła się zwycięstwem wojsk Konstantyna i ucieczką Licyniusza z resztą wojsk do Tracji. Jego straty sięgały kilkunastu tysięcy ludzi, Konstantyn utracił kilka tysięcy żołnierzy.